# Treehouse of Horror XXXII
«Treehouse of Horror XXXII» (укр. «Будиночок жахів на дереві XXXII») — третя серія тридцять третього сезону мультсеріалу «Сімпсони», прем'єра якої відбулась 10 жовтня 2021 року у США на телеканалі «Fox».

## Сюжет

### Вступ: Barti (укр.«Барті»)
Оленятко Барті та його мати (Мардж) переслідує мисливець, містер Бернс. Барті забігає в печеру, але його мати так і не досягла її… Повернувшись до лісу, він зустрічає Бернса, і запитує, де його мати. Несподівано вона з'являється, запевняючи Барті, що його батько (Гомер) врятує їх. Останній разом з Ленні заколює містера Бернса, і вони починають його їсти. Прилітає Меґґі-фея і чарівною паличкою створює напис «Treehouse of Horror XXXII».

### Bong Joon Ho's This Side of Parasite (укр.«Цей бік паразитів Пон Чжун Хо»)
Сімпсони живуть у злиденній квартирі в підвалі, повному води. Однак, їхнє життя змінюється, коли Барта найняють у маєтку Райнер Вульфкасл як репетитора.
Після того, як Райнер звільняє Кірка ван Гутена з посади прислуги, Барт рекомендує найняти Мардж, Гомера, Лісу та Меґґі як нових слуг. Коли Вульфкасл йде у відпустку, Сімпсони залишаються наодинці у його багатому будинку.
Поки вони насолоджуються перевагами життя в будинку багатої родини, Кірк повертається і просить, щоб його впустили. Кірк забігає на кухню, де відкриває таємний до бункера в підвалі, де паразитувала його сім'я.
Між Сімпсонами та Ван Гутенами спалахує бійка, до якої скоро долучаються й інші збіднілі паразити Спрінґфілда. В результаті бійки, вжили лише Сімпсони, які тепер живуть у сильно пошкодженому будинку Вульфкасл з купою трупів у вітальні…

### Nightmare on Elm Tree (укр.«Кошмар на в'язі»)
Гомер втомився від того, що Барт щороку розповідає страшні історії на Хелловін у своєму будиночку на дереві. Гомер вирішує зрубати дерево, але втомлюється, щойно почавши.
Раптом у дерево вдаряє блискавка, і воно оживає. Своєю чергою, воно оживляє інші дерева у місті, щоб помститися мешканцям Спрінґфілда за знущання…
Проти дерев виходять Спрінґфілдські чоловіки, однак вони програють битву. В результаті, дерева спустошують місто, вбивають більшість його жителів і водять хоровод навколо «ялинки», складеної з трупів людей…

### Poetic Interlude (укр.«Поетична інтерлюдія»)
Вінсент Прайс читає Меґґі страшилку «The Telltale Bart» (укр. «Історія одного Барта») про те, як Барт робить свої капості протягом кожного місяця року… Перед тим, як Прайс доходить до грудня, де «сталося найстрашніше», Меґґі душить його своєю струною іграшкою-жабою, після чого дівчинка лягає спати.

### Dead Ringer (укр.«Смертельний дзвінок»)
Діти зі Спрінґфілдської початкової школи розповідають Лісі, що влаштували вечірку, не запросивши її. Однак, всі, хто дивився відео з TikTok, померають за тиждень… Спочатку вмирають Шеррі і Террі, потім ― Мілгаус.
Ліса з Бартом досліджує походження відео. Вони дізнаються від завгоспа Віллі, що на відео привид Мері ― дівчинки, яка не отримала жодної валентинки на День святого Валентина, а лише коробку, повну кролячого посліду. Не витримавши знущань однокласників, вона стрибнула у шкільну криницю і померла.
Ліса набирається сміливості, і дивиться відео. Одразу ж їй телефонує таємничий вбивця з повідомленням, що «за 7 днів вона помре». Однак, дівчинка вимагає негайної смерті, після чого з телевізора вилазить Мері. Однак, Ліса дарує їй валентинку і запрошує її стати подругами. Згодом Мері починає відчувати певний тиск від Ліси, тому вона втікає, стрибнувши назад у криницю…

## Виробництво
Ідея сегмента «Bong Joon Ho's This Side of Parasite» виникла у сценариста серії Джона Фрінка після того, як він побачив фільм «Паразити». Фрінк запитав, чи може команда шоу зробити пародію на це як Хелловінський сегмент, і виконавчий продюсер Ел Джін схвалив цю ідею.
Фрінк роками пропонував зробити страшний сегмент про будиночок Барта на дереві. Метт Ґрюйнінґ запропонував Джеймса Кегні як голос для будиночка на дереві Барта.
Сегмент «Dead Ringer» запропонувала сценаристка Керолін Омайн.

## Цікаві факти і культурні відсилання
- Вперше в історії мультсеріалу традиційна Хелловінська серія «Treehouse of Horror» складається з 5 сегментів[5].
- Вступ серії, «Barti», та сатирична пісня про класичні мультфільми «Disney» є пародію на «Бембі»[6].
- Назва і сюжет сегменту «Bong Joon Ho's This Side of Parasite» є відсиланням до фільму «Паразити» 2019 року, режисера Пон Чжун Хо[2][7].
- Сюжет сегмента «Nightmare on Elm Tree» є відсиланням до фантастичного роману «День триффідів»[6].
- Гомер ламає «четверту стіну», згадуючи, що у будиночку на дереві «щороку розповідаються 3 історії: дві з них хороші, між ними кульгава».
  - Намір «покласти цьому край» також є відсиланням на факт, що це перший епізод з п'ятьма історіями.
- Витівка Барта у лютому ― обдурити Едну Крабапель з кохання через Інтернет ― відсилання до серії 3 сезону «Bart the Lover».
- Сегмент «Dead Ringer» є пародією на фільм «Дзвінок» 2002 року[6].

## Ставлення критиків і глядачів
Під час прем'єри серію переглянули 3,94 млн осіб з рейтингом 1.3, що зробило її найпопулярнішим шоу на каналі «Fox» і, водночас, найпопулярнішим серіалом серед всіх телеканалів тієї ночі.
Тоні Сокол з «Den of Geek» сказав, що у серії «є багато низькорівневих жартів, але нічого, що справді ріже».
Маркус Ґібсон із сайту «Bubbleblabber» дав серії оцінку 8/10, сказавши, що «загалом, 32-й спеціальний випуск „Будиночка жахів на дереві“ продовжує традицію шоу лякати та лоскотати наші смішні кістки. Можливо, він не досягає висот попередніх спецвипусків, але це приємний набір моторошних міні-історій, які цього року приведуть кожного шанувальника Сімпсонів у дух Хелловіну».
Згідно з голосуванням на сайті The NoHomers Club більшість фанатів оцінили серію на 2/5 із середньою оцінкою 2,12/5.